# Phytominage

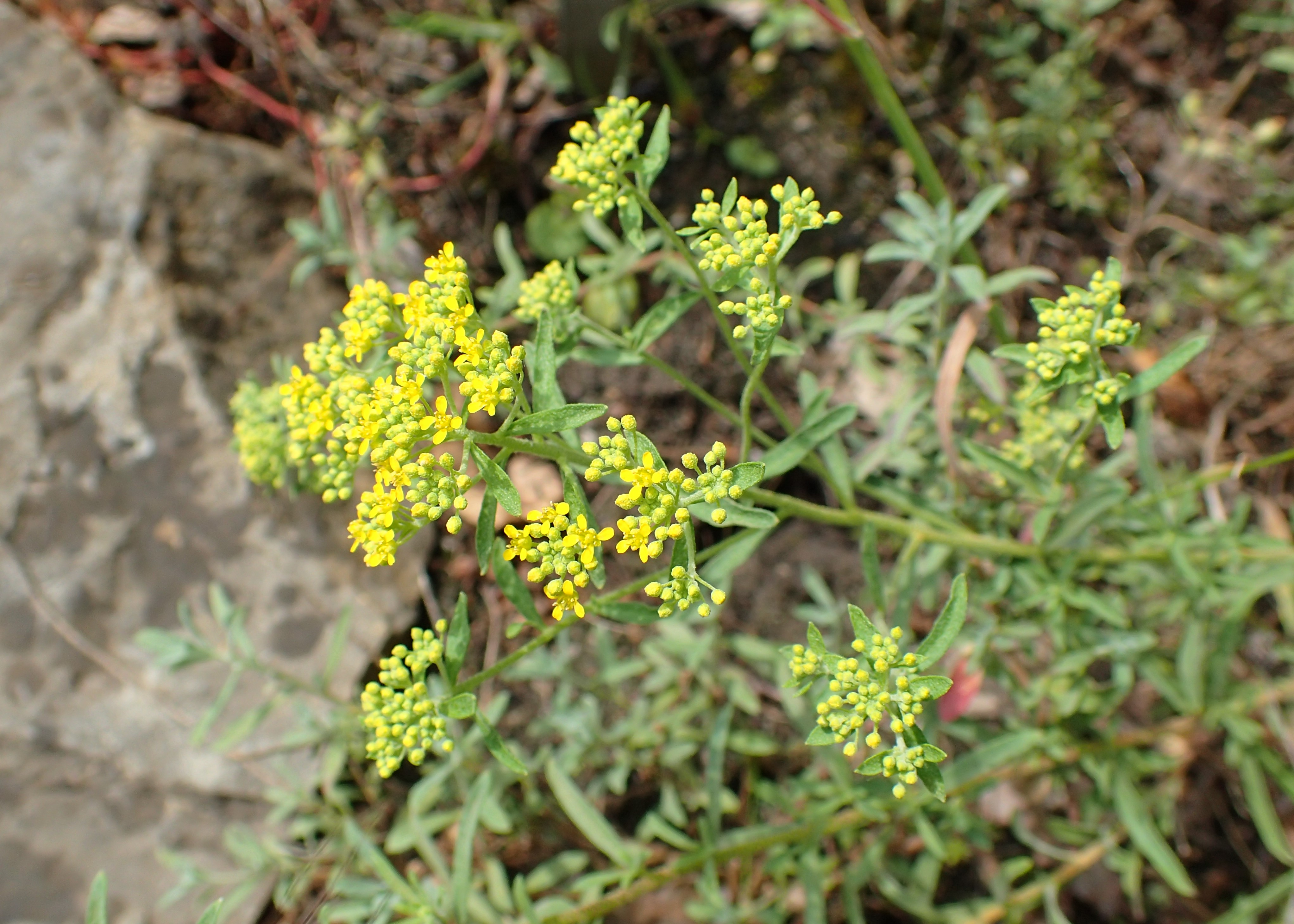
L'alysson des murs est une plante hyperaccumulatrice pour le nickel.

Le phytominage est l’exploitation de métaux au moyen de plantes. Cette technique a commencé à être étudiée dans les années 1990.

## Description
Le phytominage consiste à :  
- faire pousser des plantes hyperaccumulatrices de certains métaux sur un sol riche en ces métaux
- récolter ces végétaux une fois leur croissance terminée
- brûler la biomasse obtenue pour en extraire les métaux.

L'utilisation d'engrais permet d'accélérer la croissance de la plante. Des chélateurs peuvent être ajoutés pour augmenter la quantité de métal absorbée par la plante.
Pour faciliter la récolte des plantes, elles doivent accumuler les métaux que l'on chercher à extraire dans leurs parties aériennes (feuilles et tiges). Les plantes peuvent ainsi être récoltées normalement, en coupant la tige au niveau du sol.
Les plantes sont séchées puis incinérées et réduites en cendres. L'énergie libérée par la combustion pourrait être utilisée, par exemple dans une centrale électrique.
On peut ensuite extraire le métal des cendres des végétaux par les procédés métallurgiques conventionnels,,.

## Avantages
Le phytominage offre plusieurs avantages par rapport aux méthodes d'extraction des métaux traditionnelles :
Il a un impact sur le paysage minimal comparé aux mines à ciel ouvert. Un champ destiné à l'exploitation de métaux n'est en apparence pas différent d'un champ agricole. De plus, il offre la possibilité d'exploiter des sols qui ne sont pas assez riches en minerais pour être exploités traditionnellement. Le phytominage peut aussi être utilisé sur une mine dont l'exploitation est terminée. Les cendres de végétaux riches en métaux ont une concentration en métaux plus élevée que les minerais, et nécessitent donc moins d'espace de stockage. La chaleur dégagée par la combustion des végétaux peut être utilisée pour produire de l'électricité.

## Rentabilité
Plusieurs études se sont intéressées au phytominage, mais il n'y a eu aucun succès commercial jusqu'à présent.
Trois paramètres déterminent si le phytominage est une solution d'extraction rentable pour un métal donné :
- le prix du métal
- la biomasse par unité de surface de la plante accumulatrice de ce métal la plus adaptée
- la concentration maximale que ce métal peut atteindre dans cette plante

On distingue deux utilisations différentes du phytominage :
- Phytominage avec phytoextraction continue (sans ajout de chélateurs). 
 C'est la solution qui nécessite le plus faible investissement. Elle est envisageable pour les éléments dont le prix est supérieur à 6 000 $/t, tels que le thallium, le cobalt, l'uranium et le nickel.
- Phytominage avec phytoextraction induite : avec chélateur(s)

Cette solution demande un investissement plus élevé du fait du coût important des chélateurs, mais elle est la seule possibilité pour certains métaux, qui sont mal accumulés par phytoextraction continue. C'est le cas du platine, de l'or, du palladium et de l'argent. Le prix de ces métaux étant très élevé (jusqu'à 14 700 000 $/t pour le platine), le coût des chélateurs est rentabilisé.
Pour les métaux dont le prix est inférieur à 6 000 $/t, le phytominage n'est pas rentable : la phytoextraction continue ne permet pas d'atteindre des concentrations satisfaisantes, et le coût de l'ajout d'un chélateur est supérieur au prix de vente du métal. C'est notamment le cas du plomb, du zinc et du cuivre.
Le phytominage pourrait tout de même être intéressant pour ces métaux : après la dépollution d'un sol contaminé grâce à la phytorémédiation, l'exploitation des métaux accumulés dans les plantes pourrait permettre de compenser en partie le coût de la phytorémédiation.